# Dam som står vid en cembalo
Dam som står vid en cembalo är en oljemålning av Johannes Vermeer från 1672–73.

## Beskrivning av målningen
Målningen avbildar en stående ung dam som spelar på en cembalo med landskapsmålat lock i ett hörn av ett rum med golvklinker, målningar på väggarna och en bård av lokalt tillverkade väggkakelplattor i blåvitt Delftporslin utmed nedre väggkanterna. Hon ser rakt på betraktaren med en självsäker min. Hon är elegant klädd i en blå väst över vit blus med puffärmar och knypplade kanter, och en vitgul hellång kjol i satäng. Om halsen bär hon ett pärlhalsband. Håret är uppsatt i en chinjong.
Målningarna i målningen är inte klart identifierade. Landskapsmotivet på vänster sida kan vara av Jan Wijnants eller av Allart van Everdingen. Den tyske konsthistorikern Gregor Weber anser dock att landskapet på väggen och landskapsmålningen på cembalons lock är delar av samma målning, nämligen Bergslandskap och resenärer av Pieter Anthonisz. van Groenewegen från omkring 1658–60.
Den andra målningen visar Cupido som håller ett kort, och kan vara en målning av Caesar van Everdingen. Motivet har sitt ursprung i den ikonografiska emblemboken Amorum Emblemata av Otto van Veen och symboliserar trofast kärlek till en person.
| ”                 | Ofta när det gäller Vermeer, liksom Steen, är accessoarerna, och särskilt då bilderna på väggarna, mycket betydelsefulla...I min egen Dam som står vid en cembalo är huvudet avbildat mot en målning som visar Amor som löper fram med ett brev i sin hand. - Kärlek löper i hennes huvud. - Visst är han på väg att överbringa henne ett kärleksbrev. Oberört angelägen hoppas hon, medan hon improviserar på pianot, väntande på att kärleken ska anlända. | „ |
| – Théophile Thoré | |   |

## Möjlig pendang
Målningen kan ha varit avsedd som en pendang till den något senare Dam som sitter vid en cembalo, vilken har så gott som identiska mått, men alla Vermeer-experter är inte ense om att så är fallet och dokumentation saknas.

## Proveniens
Ägarförhållandena är oklara fram till slutet av 1700-talet, då det är belagt att målningen var en av fyra målningar av Johannes Vermeer som ägdes av Jan Danser Nijman. Den såldes på auktion i Amsterdam efter denne 1797. År 1845 såldes den på auktion i London efter Edward William Lake och åter på auktion i London 1855 efter J.T. Thom.
Den franske konstkritikern och Vermeerkännaren Théophile Thoré i Paris ägde den från före 1866 till 1869, då den ärvdes av bibliotekarien Paul Lacroix i Paris, och mellan 1884 och 1892 av dennes änka. Den såldes på auktion i Paris 1892 till en konsthandlare och köptes samma år av National Gallery i London.